# Bunny Finlayson

a Compétitions nationales et continentales officielles uniquement.

b Matchs officiels uniquement.
 Ian (Bunny) Finlayson, né le 4 juillet 1899 à Maungaturoto et mort le 29 janvier 1980 à Whangarei, était un joueur de rugby à XV  qui a joué avec l'équipe de Nouvelle-Zélande. Il évoluait au poste de troisième ligne aile.

## Carrière
Il a disputé son premier match avec l'équipe de Nouvelle-Zélande  le 13 juin 1925, à l’occasion d’un match contre l'équipe d'Australie. Il disputa son dernier test match contre les Lions britanniques  le 5 juillet 1930. 

## Statistiques en équipe nationale
- Nombre de test matchs avec les Blacks :  6
- Nombre total de matchs avec les Blacks :  36